# Schloss Rauhenstein

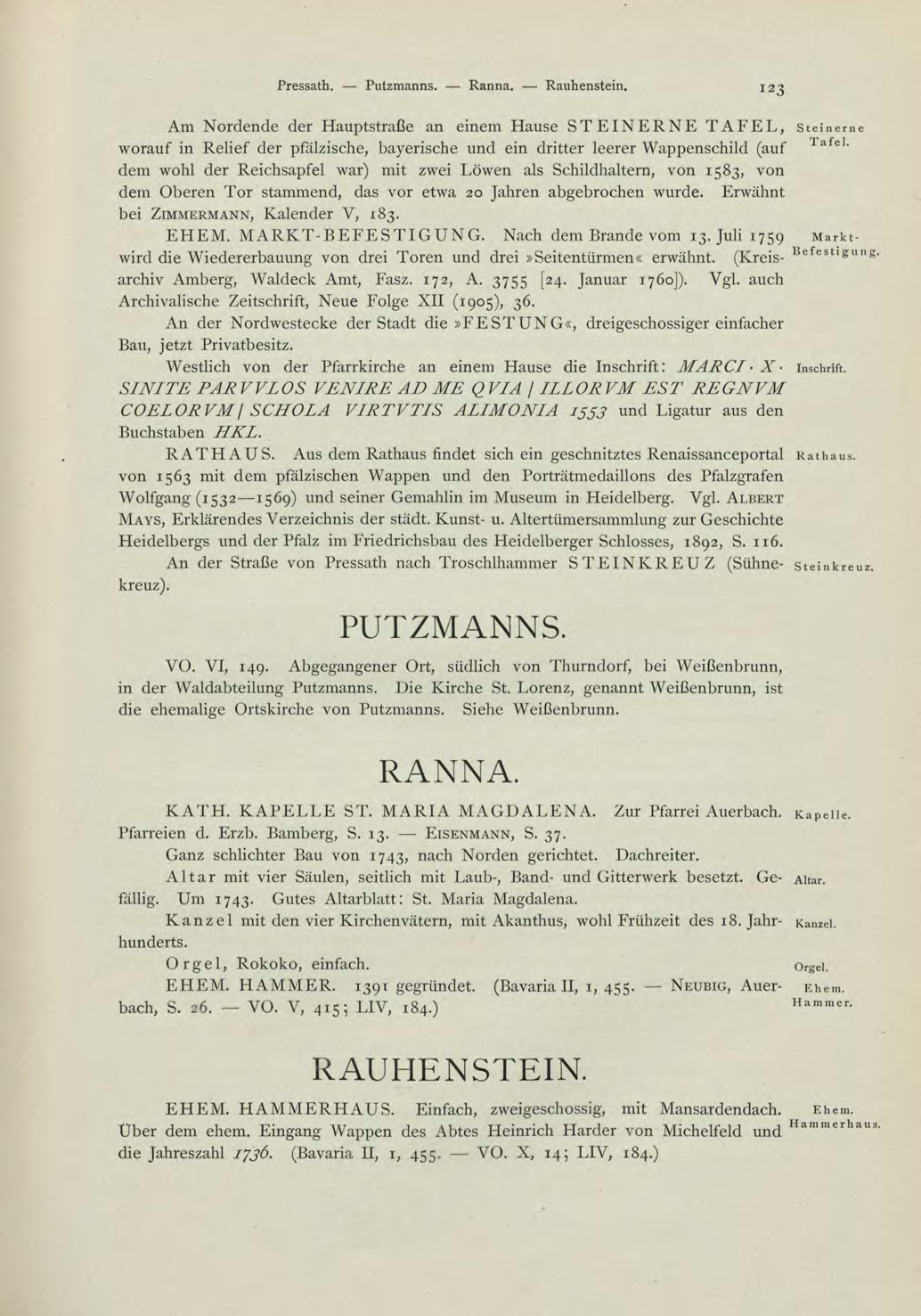
Rauhenstein in Kunstdenkmäler des Königreichs Bayern

Schloss Rauhenstein, auch Rauchenstein, ist ein ehemaliges Hammerschloss bei Höfen in der Marktgemeinde Neuhaus an der Pegnitz im Landkreis Nürnberger Land.

## Geschichte
Am 17. Januar 1410 erlaubte Pfalzgraf Johann dem Auerbacher Bürger Heinrich Stromeyer aus dem Geschlecht der Stromer, bei der Stockwiese unterhalb der herzoglichen „Hamerstad genant Segmül“ gegen eine jährliche Abgabe von 4 Gulden einen neuen Hammer zu errichten. Dieser ging 1517 in den Besitz des Benediktinerklosters Michelfeld über und kam 1580 an die Stadt Auerbach. Im Dreißigjährigen Krieg zerstört, gab es einen langjährigen Rechtsstreit zwischen der Stadt und dem neu erstandenen Kloster um Rauhenstein. Dieser muss 1736 endgültig beendet gewesen sein, denn in diesem Jahr ließ Abt Heinrich Harder von Michelfeld am neu erbauten Hammerhaus das klösterliche Wappen und sein persönliches anbringen. 1803 wurde der Klosterbesitz säkularisiert. Nach wechselnden kurzzeitigen Besitzern kaufte 1881 der Fürther Bronzefabrikant Johann Jakob Gerstendörfer das Anwesen und wandelte das Anwesen in ein Metallhammerwerk um und erweiterte dieses 1888 um eine Hammerstielhütte.
1904 erwarben Fürther Kaufleute das Anwesen, im Jahre 1906 wurde hier eine Aluminiumfabrik eingerichtet. Nach dem Ersten Weltkrieg errichtete die Firma Pöhlmann aus Bindlach eine Farbmühle, die bis in die 1950er Jahre arbeitete.
Als im Jahre 1960 die Wasserschutzzone Ranna festgelegt wurde, verfiel der Ort (sogen. „Wüstung Rauhenstein“). Das spätmittelalterliche Wasserschloss wurde im Dezember 1987 abgerissen. 
Das ehemalige Hammerschloss ist in der Liste der Bodendenkmäler in Neuhaus an der Pegnitz aufgeführt.